# Душети
Душети (груз. დუშეთი) је град у Грузији у регији Мцхета-Мтијанетија. Према из 2014. у граду је живело 6.167 становника.

## Становништво
Према, у граду је 2014. живело 6,167 становника.
| 1989. | 2002. | 2014. |
| ----- | ----- | ----- |
| 8.439 | 7.297 | 6.167 |